# Johann Conrad Winter
Johann Conrad Winter († April 1777 in Lübeck) war ein deutscher Klavierbauer in Lübeck und Vater der Klavierbauer Jürgen Hinrich Winter und Leonard Conrad Winter.

## Leben
Der Klavierbauer Johann Conrad Winter gründete wahrscheinlich zwischen 1730 und 1740 den Betrieb, der mehr als 140 Jahre im Familienbesitz bleiben sollte. Zwei seiner Söhne, Jürgen Hinrich Winter und Leonard Conrad Winter, lernten und arbeiteten in der Werkstatt ihres Vaters. Leonard Conrad starb im selben Jahr wie sein Vater (1777). Jürgen Hinrich führte den Betrieb weiter zusammen mit dem Klavierbauer Christian Hinrich Meyers. Nach dem Tod von Jürgen Hinrich setzten sein Sohn Johann Hinrich Winter und Christian Hinrich Meyers den Betrieb fort. Christian Hinrich starb vor 1798. Johan Hinrich starb 1801. Ein Jahr später heiratete seine Witwe den Klavierbauer Johann Diedrich Rädecker, womit der Betrieb in der Familie Rädecker überging. Johann Hinrich Winter hatte einen Sohn, Johann Heinrich Winter, der nach seiner Heirat Klavierbauer in Bremen wurde.
Siehe für die vollständige Geschichte der Klavierbauer Winter–Meyers–Rädecker–Lunau →  Johann Diedrich Rädecker